# 口之津港
口之津港（くちのつこう）は、長崎県南島原市にある地方港湾。長崎県が管理する。
島原半島の南端、早崎瀬戸に面した港で、有明海の湾口部に位置する。

## 歴史

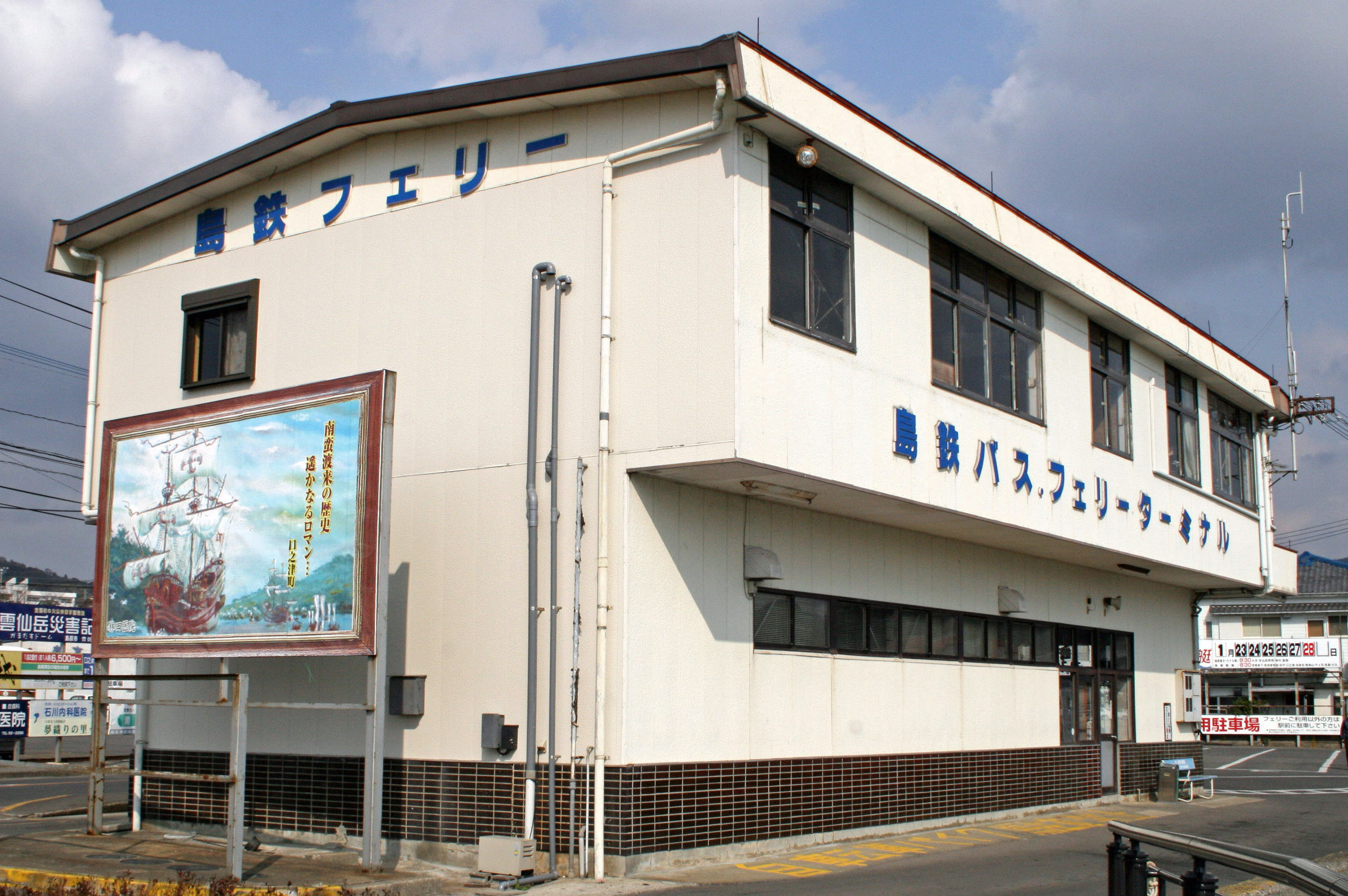
旧フェリーターミナル（2007年）

1562年に肥前有馬氏当主の有馬義直により貿易港として開港、翌年、イエズス会の宣教師ルイス・デ・アルメイダが来航して布教活動を行った。1567年には南蛮船（ポルトガル船）が入港、1579年には、全国から日本で布教活動を行う宣教師が集合して第1回口之津会議が開催された。その後、布教の中心が長崎に移るまで、キリスト教布教と南蛮貿易の中心地として栄えた。
明治時代には、三池炭鉱の石炭を輸出するための中継港となった。遠浅で大型船が入港できなかった三池港に代わって、小型船で当港に運ばれた石炭が大型船に積み替えられて上海などに輸出された。1908年に三池港の新港の開港により、大型船が直接入港可能となり、当港は急速に衰退した。1878年に開設された長崎税関口之津支庁は、現在、口之津歴史民俗資料館・海の資料館となっている。
1954年に国立口之津海員学校（現在の国立口之津海上技術学校）が設立され、船員の養成が行われている。
2015年度の発着数は5,969隻（2,554,270総トン）、利用客数は348,211人（乗船176,827人、下船171,384人）である。
2020年3月20日より旧・口之津駅前にあったフェリーターミナル（長崎県南島原市口之津町丙4134番地71）を、南島原市口之津支所や口之津歴史資料館などを集約した新しい「南島原市口之津ターミナルビル」（長崎県南島原市口之津町丙4358番地6）に移転、合わせてバスターミナルも移転した。

## 航路

### 島鉄フェリー
- 口之津港 - 鬼池港（熊本県天草市）

島原鉄道が運航する島鉄フェリーが平日13往復・土日17往復（10月-3月は平日11往復・土日15往復）を運航する。

## アクセス
諫早市・島原市から国道251号で約1時間、小浜温泉から約40分程度。公共交通機関は島鉄バスが運行する路線バス2系統が当港に隣接した「口之津港」バス停を経由する。島原鉄道島原鉄道線口之津駅があったが、2008年4月1日の島原鉄道線部分廃止により廃駅となり、駅舎は解体された。

### 島鉄バス
- 口之津車庫前 - 口之津港 - 小浜・小浜高 - 諫早線

1時間に1本程度運行されており、比較的本数が確保されている。口之津営業所が設けられており、「口之津車庫前」止めとなる。
- 加津佐 - 口之津港 - 深江 - 島原線

鉄道廃線区間の代行バスとして1時間に1-2本程度運行されており、比較的本数が確保されている。
- 西望公園 - 原城温泉真砂 - 口之津車庫線

1日4往復が運行される。